# سیارک ۹۰۸۷
سیارک ۹۰۸۷ (به انگلیسی: 9087 Neff، نامگذاری:1995SN3) نه هزار و هشتاد و هفتمین سیارک کشف شده‌است که در ۲۹ سپتامبر ۱۹۹۵ کشف شد.
قدر مطلق سیارک برابر ۱۴٫۶۰ است.